# Pianta acquatica

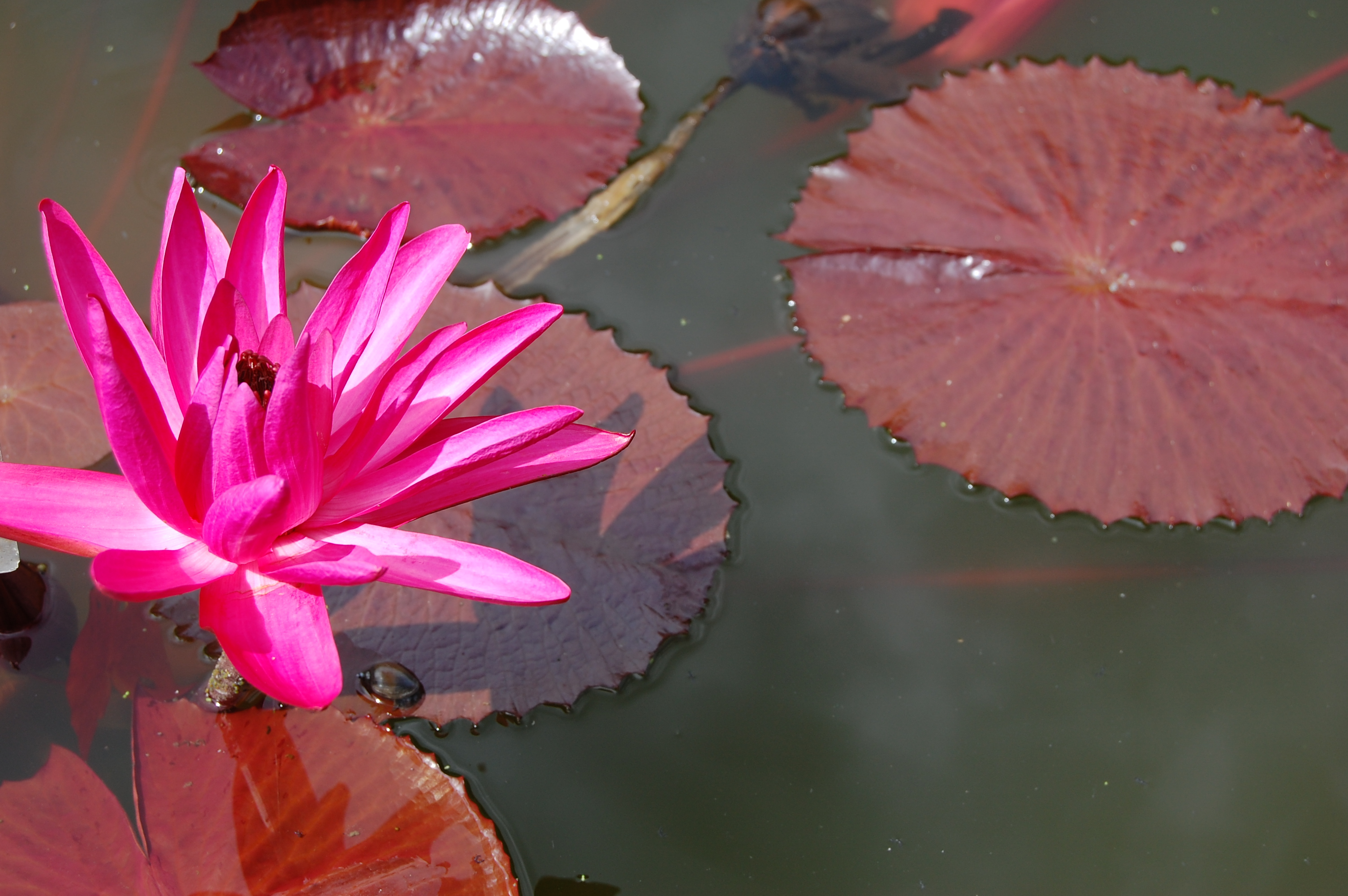
Nymphaea rubra, una idrofita con foglie galleggianti

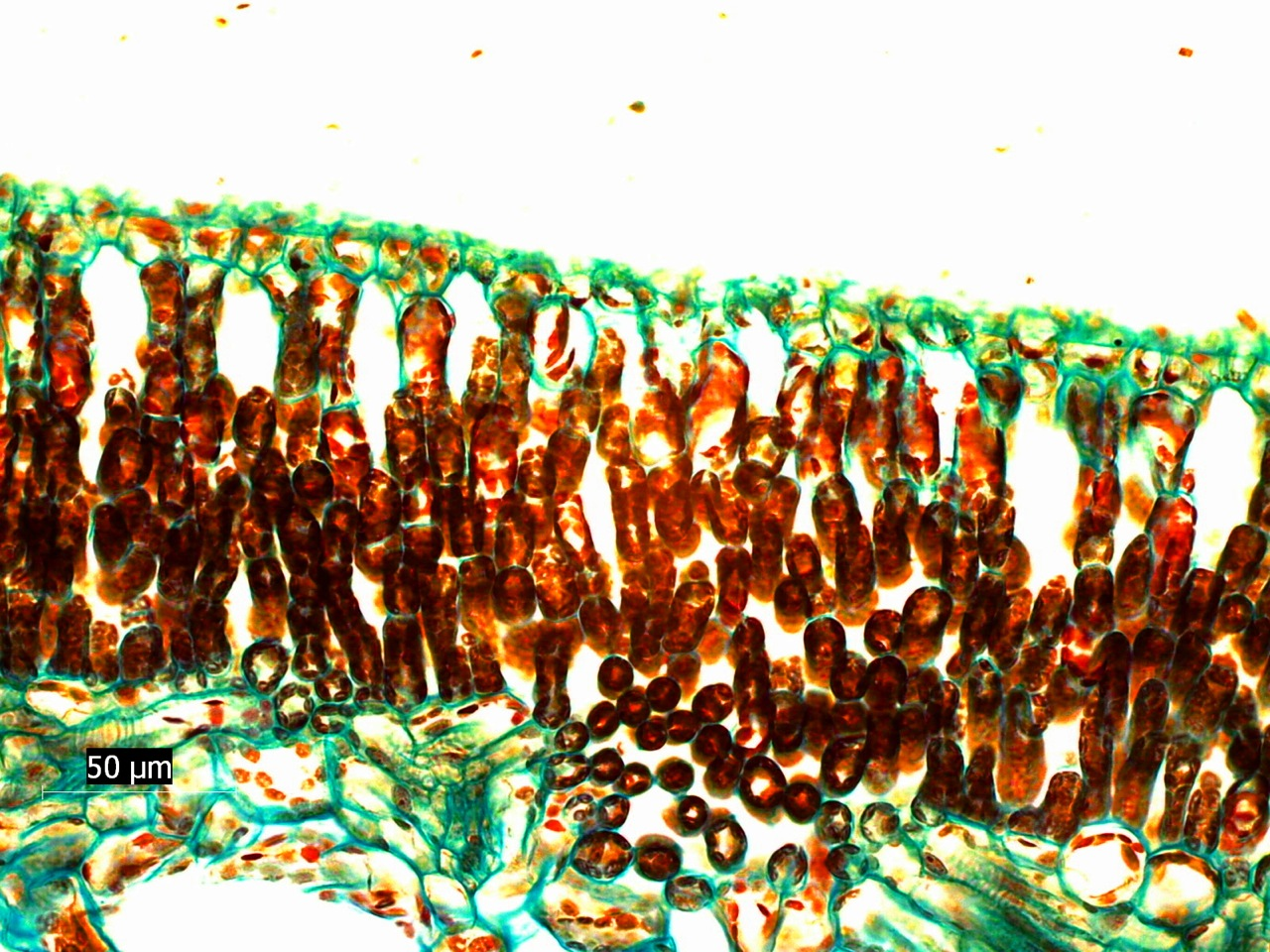
Sezione trasversale di una foglia di una pianta acquatica al microscopio

Le piante acquatiche, chiamate anche idrofite, sono piante il cui fabbisogno idrico è massimo e che si sono adattate a vivere sommerse o galleggianti nell'acqua.
Con il termine piante acquatiche si indicano abitualmente piante vascolari, sia angiosperme sia felci. Le alghe, organismi privi di veri e propri tessuti di conduzione, non vengono per convenzione considerate in questa categoria.
A causa dell'ambiente particolare che hanno colonizzato queste piante mostrano un'importante serie di adattamenti:
- una cuticola molto sottile o assente
- stomi con le cellule di guardia per lo più inattive, che restano aperti
- la mancanza di ampie zone di tessuti di sostegno in quanto la spinta idrostatica dell'acqua le sostiene
- radici specializzate nella cattura di ossigeno
- radici assorbenti piccole e poco attive
- tessuti aeriferi con funzione di galleggiamento

Le piante acquatiche si riproducono alquanto facilmente, anche da piccole porzioni di esse; molte loro specie sono considerate invasive in molte parti del mondo.

## Descrizione
| Tipo                                                                    | Immagine      |
| ----------------------------------------------------------------------- | ------------- |
| Ninfee                                                                  |               |
| Nuphar                                                                  |               |
| Ninfee tropicali (come la Nymphaea Caerulea)                            |               |
| Ninfee tropicali giganti (come la Nymphaea Victoria e la Euryale Ferox) | Euryale Ferox |
| Fiori di loto                                                           |               |
| Piante palustri (come la Proserpinaca palustris)                        |               |
| Piante per terreno umido (come la Gunnera manicata)                     |               |
| Piante ossigenanti o sommerse (come la Elodea canadensis)               |               |

### Distribuzione
Il principale fattore che controlla la distribuzione delle piante acquatiche è la disponibilità di acqua. Tuttavia, altri fattori possono anche controllare la loro distribuzione, tra cui la disponibilità di nutrienti, il disturbo delle onde, il pascolo e la salinità. Alcune piante acquatiche, in particolare le macroalghe, sono in grado di prosperare in acqua salata.

### Evoluzione
Le piante acquatiche si sono adattate a vivere in acqua dolce o salata. Le piante vascolari acquatiche hanno avuto origine in più occasioni in diverse famiglie vegetali; possono essere felci o angiosperme (comprese sia le monocotiledoni che le dicotiledoni). Le uniche angiosperme in grado di crescere completamente immerse nell'acqua di mare sono le fanerogame marine.

### Riproduzione
Sebbene la maggior parte delle angiosperme acquatiche possa riprodursi fiorendo e deponendo semi, molte si sono anche evolute per avere un'estesa riproduzione asessuata per mezzo di rizomi, turioni e frammenti in generale.

### Fotosintesi
Le piante acquatiche sommerse hanno un accesso più limitato all'anidride carbonica rispetto alle piante terrestri. Potrebbero anche riscontrare ridotti livelli di luce.

### Morfologia
Le piante acquatiche completamente sommerse hanno poco bisogno di un tessuto rigido o legnoso (di cui invece necessitano molte piante terrestri) poiché sono in grado di mantenere la loro posizione nell'acqua usando la galleggiabilità tipicamente da lacune riempite di gas o da cellule turgide di Aerenchima. Quando vengono rimosse dall'acqua, tali piante sono tipicamente flosce e perdono rapidamente il turgore.
Molte piante completamente sommerse hanno foglie finemente sezionate, probabilmente per ridurre la resistenza nei fiumi e per fornire una superficie molto maggiore per lo scambio di minerali e gas.

### Galleggiabilità
A causa del loro ambiente naturale, le piante acquatiche sperimentano un galleggiamento che ne contrasta il peso. Per questo motivo, la loro copertura cellulare è molto più flessibile e morbida, a causa della mancanza di pressione che subiscono le piante terrestri. Le alghe verdi sono anche note per avere pareti cellulari estremamente sottili a causa del loro ambiente acquatico e la ricerca ha dimostrato che le alghe verdi sono l'antenato più vicino alle piante viventi terrestri e acquatiche.

### Piante terrestri in ambienti acquatici
Le piante terrestri possono subire cambiamenti fisiologici se sommerse a causa di inondazioni assumendo caratteristiche tipiche delle piante acquatiche. Questa è considerata una forma di plasticità fenotipica in quanto la pianta, una volta sommersa, sperimenta cambiamenti nella morfologia più adatti al loro nuovo ambiente acquatico.

### Funzioni delle macrofite nei sistemi acquatici
Le macrofite svolgono molte funzioni ecosistemiche negli ecosistemi acquatici e forniscono servizi alla società umana. Una delle funzioni importanti svolte dalle macrofite è l'assorbimento dei nutrienti disciolti (N e P) dall'acqua. Le macrofite sono ampiamente utilizzate nelle zone umide in tutto il mondo per rimuovere l'eccesso di N e P dall'acqua inquinata.

## Usi e importanza per l'uomo

### Colture alimentari
Alcune piante acquatiche sono utilizzate dall'uomo come fonte di cibo. Gli esempi includono il riso selvatico (Zizania), la Trapa natans, la Eleocharis dulcis, il loto indiano (Nelumbo nucifera), le spinaci d'acqua (Ipomoea aquatica) e la Rorippa nasturtium-aquaticum.

### Bio-valutazione
Un declino in una comunità di macrofite può indicare problemi di qualità dell'acqua e cambiamenti nello stato ecologico del corpo idrico. Tali problemi possono essere il risultato di eccessiva torbidità, erbicidi o salinizzazione. Al contrario, livelli di nutrienti troppo elevati possono creare una sovrabbondanza di macrofite, che a loro volta possono interferire con il corretto sviluppo dell'habitat.

### Potenziali fonti di agenti terapeutici
Ricerche fitochimiche e farmacologiche suggeriscono che le macrofite d'acqua dolce (Centella asiatica, Nelumbo nucifera, Nasturtium officinale, Ipomoea aquatica e Ludwigia adscendens), sono promettenti fonti di prodotti naturali antitumorali e antiossidanti.
Gli estratti di acqua calda dello stelo e della radice di Ludwigia adscendens, così come quelli del frutto, delle foglie e dello stelo della Monochoria hastata hanno attività inibitoria della lipossigenasi. L'estratto di acqua calda preparato dalla foglia di Ludwigia adscendens mostra un'attività inibitoria dell'alfa-glucosidasi più potente di quella dell'acarbosio.

### Trattamento delle acque reflue
Le macrofite hanno un ruolo essenziale in alcune forme di trattamento delle acque reflue, più comunemente quelle su piccola scala.

## Piante acquatiche invasive
L'introduzione di piante acquatiche non autoctone ha portato a numerosi esempi in tutto il mondo in cui tali piante sono diventate invasive e spesso dominano gli ambienti in cui sono state introdotte. Tali specie includono il giacinto d'acqua, che è invasivo in molte località tropicali e subtropicali, tra cui gran parte degli Stati Uniti meridionali, molti paesi asiatici e l'Australia. La Crassula helmsii è una pianta altamente invasiva nei climi temperati che si estende da una pianta marginale fino a comprendere l'intero corpo di molti stagni fino all'esclusione quasi totale di altre piante e della fauna selvatica.
Altre specie di piante invasive degne di nota includono la Hydrocotyle ranunculoides, la Lagarosiphon major, l'Azolla filiculoides e la Myriophyllum aquaticum. Molte di queste piante invasive sono state vendute come piante ossigenanti per acquari o piante decorative per laghetti da giardino.

## Galleria d'immagini

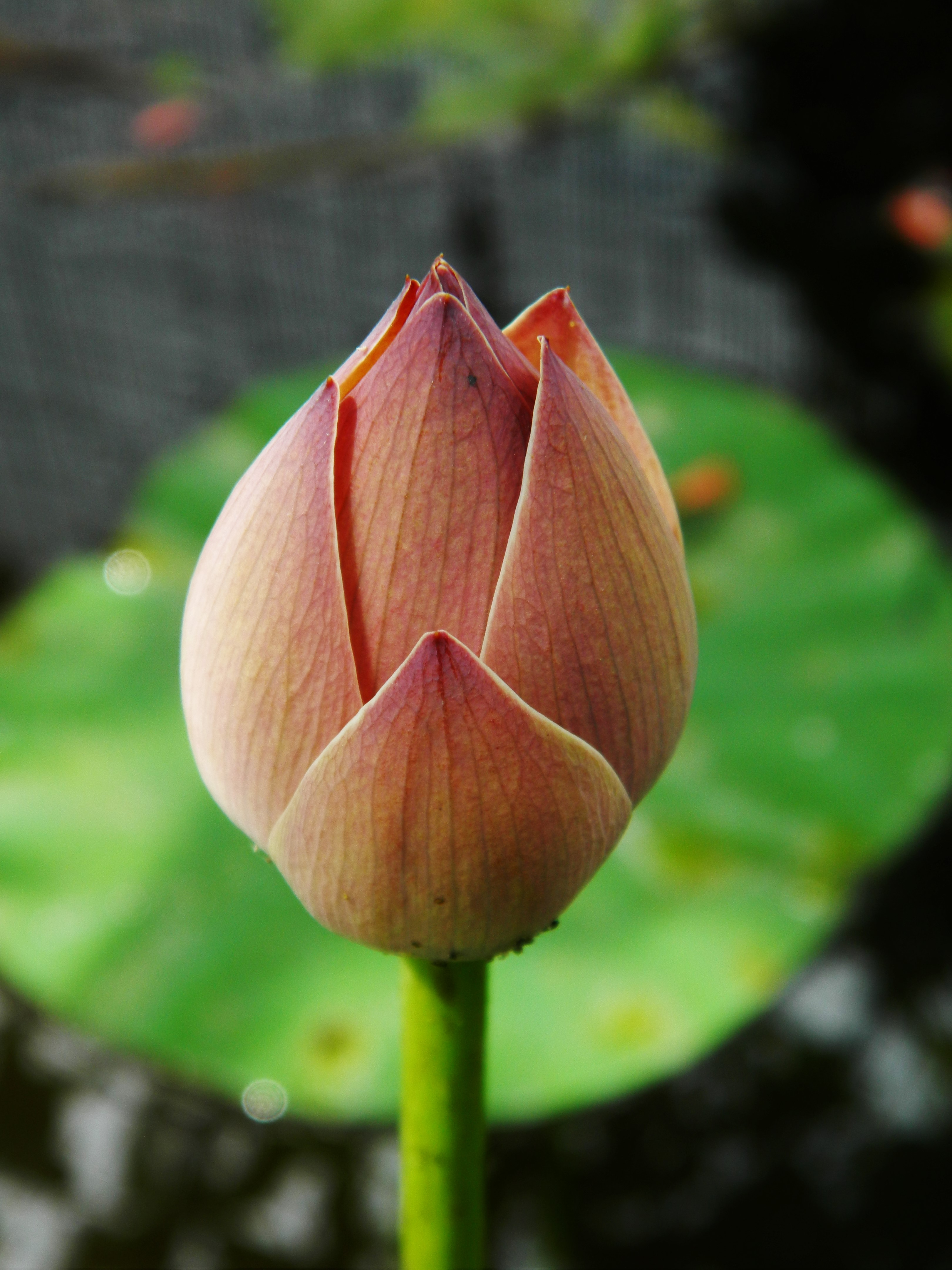
Gemma di Nelumbo nucifera
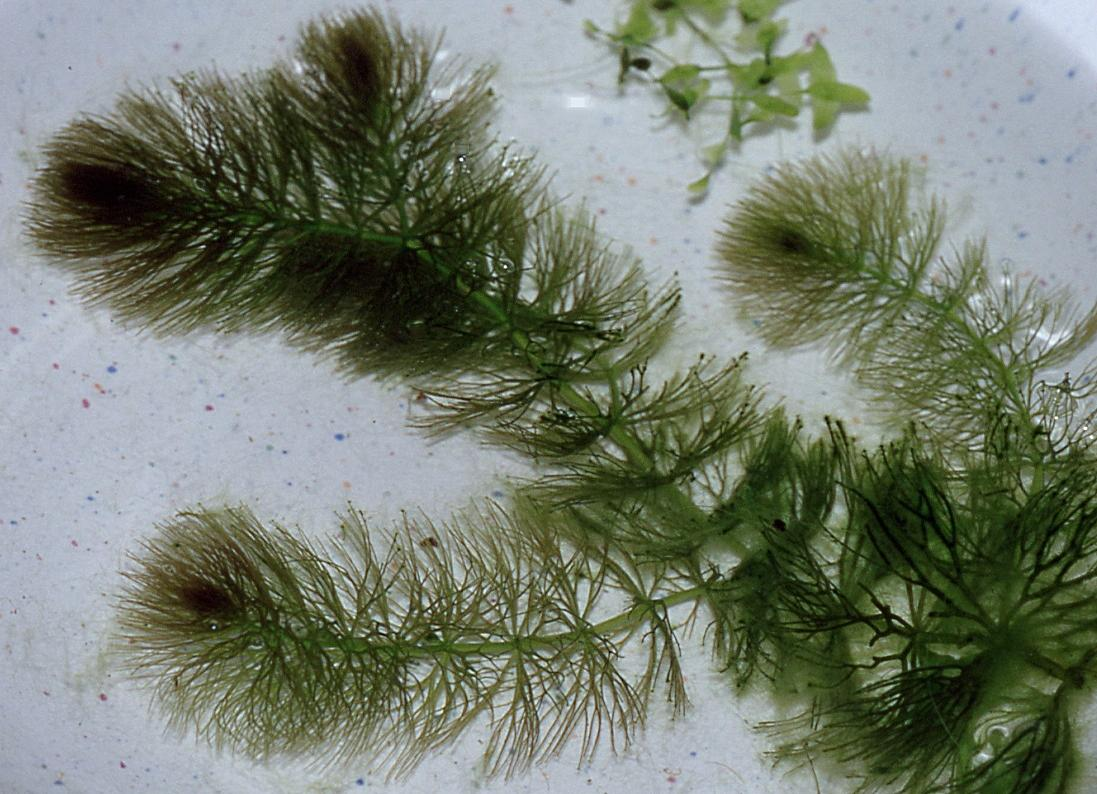
Ceratophyllum submersum, una pianta galleggiante che cresce completamente sommersa
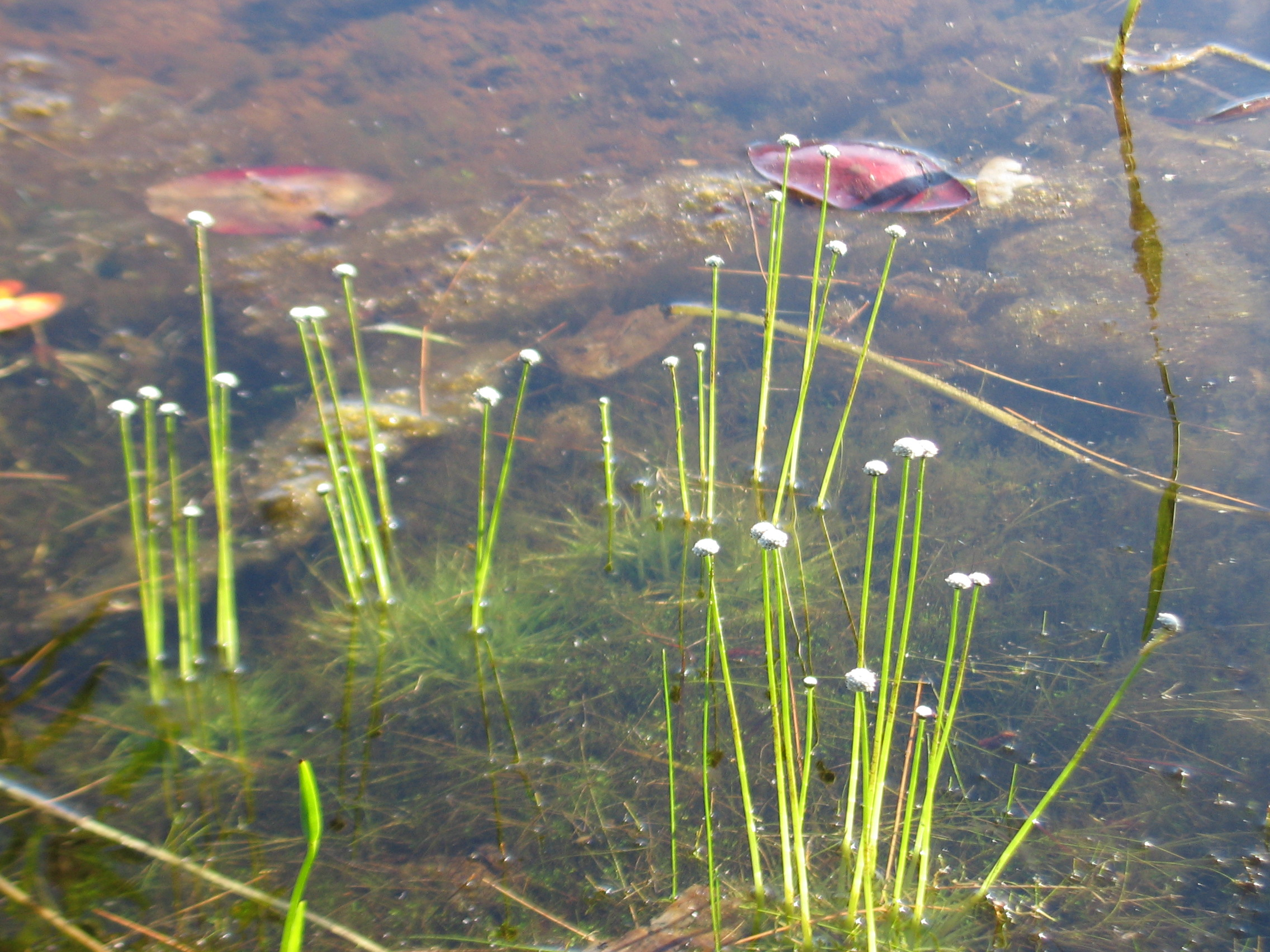
L'Eriocaulon aquaticum cresce immerso nell'acqua.
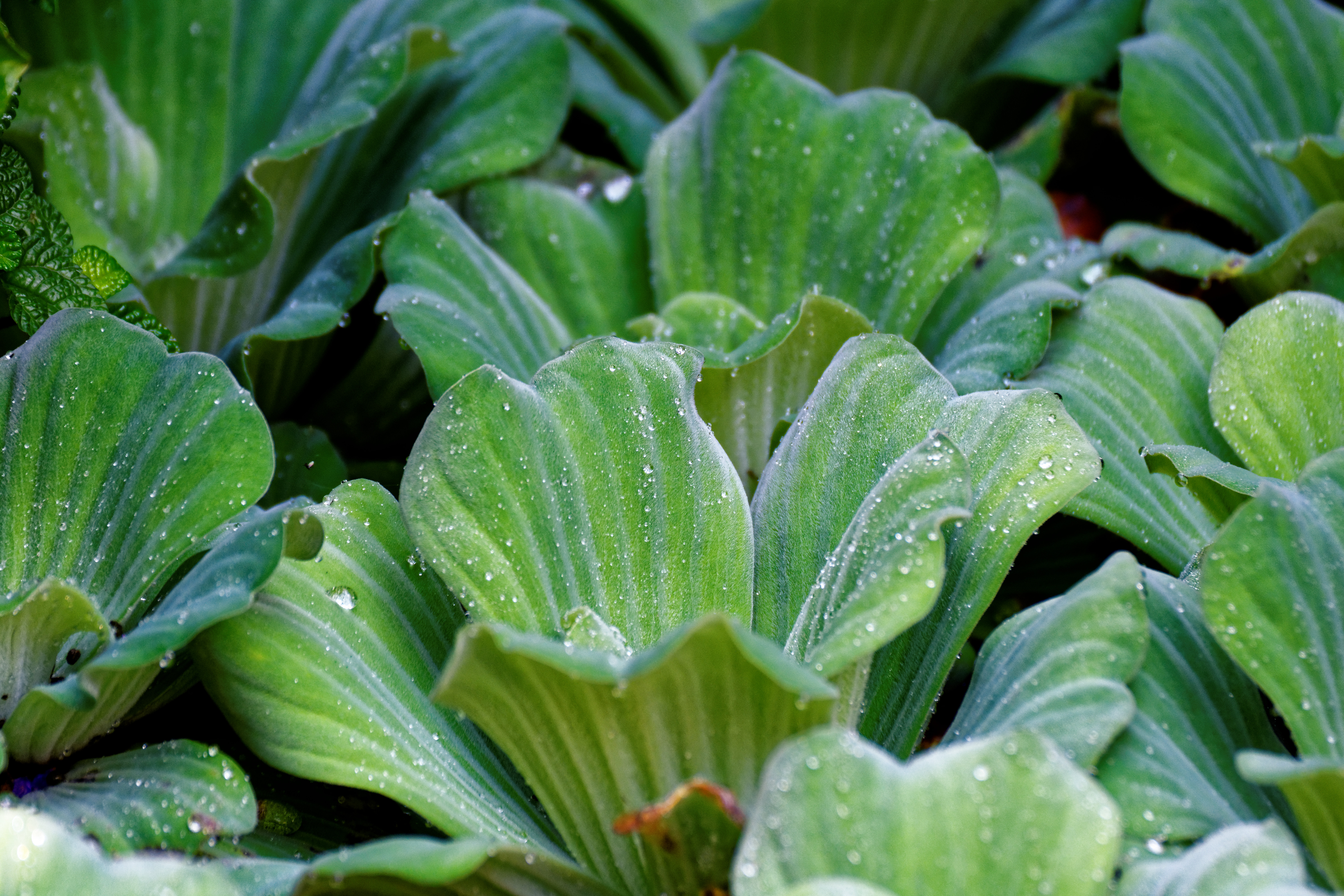
Pistia stratiotes, esempio di neuston, pianta che galleggia liberamente sulla superficie dell'acqua